# NGC 7537
NGC 7537 هي مجرة حلزونية تقع في كوكبة الحوت.

## وصلات خارجية
- NGC 7537 على موقع ويكي سكاي: DSS2, SDSS, GALEX, IRAS, Hydrogen α, X-Ray, Astrophoto, Sky Map, Articles and images